# Penitenziario di Sona
Il penitenziario federale di Sona (Panama) è un penitenziario fittizio presente nella terza stagione della serie tv Prison Break. La prigione viene mostrata per la prima volta nell'ultimo episodio della seconda stagione. Michael Scofield, infatti, viene spedito a Sona dopo essersi costituito per l'omicidio di William "Bill" Kim (ucciso, in realtà, da Sara Tancredi). Anche Alexander Mahone, Brad Bellick e Theodore "T-Bag" Bagwell vengono rinchiusi a Sona, il primo per possesso di stupefacenti, il secondo per omicidio di primo grado (commesso in realtà da T-Bag) e il terzo perché consegnato alla polizia da Michael.
Sona è il secondo penitenziario in cui viene detenuto Michael Scofield.

## Descrizione

Sona vista dalla torretta di guardia

Come spiegato nel primo episodio della stagione, chi entra a Sona vi rimane a vita. A causa di una sommossa, nel penitenziario non vi sono ufficiali, vi sono delle torrette, unico punto della zona in cui sono presenti gli ufficiali di guardia. Il turno notturno è doppio, e questo impedisce qualunque tentativo di fuga. Infatti, nell'evasione che chiude la stagione, Lechero, T-Bag e Bellick tentano di fuggire alle prime ore dell'alba, mentre è ancora buio, e il tentativo fallisce miseramente.
Nell'episodio Ad un passo dalla fine, Scofield, Mahone, McGrady e Whistler riescono ad evadere. Nell'episodio seguente, Sucre, arrestato mentre è nei pressi della prigione per aiutare Scofield e gli altri ad evadere, viene rinchiuso nel penitenziario, mentre T-Bag riesce a sostituire Lechero come Leader della prigione.
Michael è il primo detenuto che riesce ad evadere da Sona.

## Vivere a Sona
A Sona ognuno fa per sé. Non vi sono ufficiali di guardia, a causa di una rivolta avvenuta un anno prima. Le uniche guardie circondano il penitenziario per impedire un'evasione. I problemi fra i detenuti vengono risolti lanciandosi sfide e combattendo fino alla morte. Le razioni di cibo e di acqua sono carenti. Per questi (e altri motivi) è considerato il penitenziario peggiore del mondo, in cui sono rinchiusi i peggiori detenuti.

## Evasioni
Ci sono stati vari tentativi di evasione, ma solo una ha avuto successo.
- Un detenuto di nome Sapo riesce a divellere le barre di una cella e a fuggire all'esterno, ma viene ferito a morte da un ufficiale di guardia.
- Michael e Whistler tentano di fuggire - dalla cella di un altro detenuto attraverso una scala improvvisata - alle 15:13, ora in cui il sole impedisce la visuale alla guardia di turno sulla torretta. Sono obbligati a risalire attraverso la stessa scala appena le nuvole coprono il sole.
- Degli elicotteri - inviati dalla Compagnia - cercano di portare fuori dal penitenziario Whistler, appostatosi sul tetto, ma Michael impedisce la fuga aggrappandosi alle sue gambe e sbilanciando l'elicottero.
- L'evasione in finale di stagione preparata da Michael ha successo quando questi cede alle minacce di Lechero, T-Bag e Bellick. I tre vengono scoperti dalla guardie, dando così la possibilità a Michael, Whistler, Mahone e McGrady di fuggire senza problemi, attraverso un buco nella recinzione creato da Sucre.

Infine nella quarta stagione si vedranno Fernando Sucre, T-Bag e  Bellick fuori di prigione dopo che quest'ultimo aveva causato un incendio per evadere. Non si sa altro.